# Razor & Tie
Razor & Tie ist eine Corporation, die 1990 von Cliff Chenfeld und Craig Balsam in New York gegründet wurde. Ihr zugehörig ist unter anderem das gleichnamige Label, welches einen Vertriebsdeal mit Sony Music Entertainment und RED Distribution – das ebenfalls zu Sony gehört – abgeschlossen haben, einen Heimvideo-Vertrieb, ein Music Publishing-Betrieb, ein Marketing- sowie Verkaufsteam.
Bei Razor & Tie stehen Künstler aus den verschiedensten Musikrichtungen unter Vertrag, darunter Folk, Pop, Rock, Metal, Electronic, Soul und Weltmusik. Bekannt ist das Label für seine Kidz-Bop-Kompilation, auf welchem bekannte Popsongs neu aufgenommen und von Kindern gesungen werden. 2014 eröffnete das Tochterlabel Washington Square.
Seit dem 15. Mai 2018 operiert Razor & Tie als Tochterunternehmen von Fearless Records.

## Künstler

### Aktuell
- Adestria (Artery Recordings)
- All That Remains
- Richard Ashcroft
- Nicole Atkins
- Attila (Artery Recordings)
- Bad Books
- Born Cages
- Built on Secrets (Artery Recordings)
- Buried in Verona (Artery Recordings)
- Joan Baez
- Dave Barnes
- Nikolai Baskov
- Brand New
- Brad
- Vanessa Carlton
- Chiodos
- Cher Lloyd (Malaysia und Thailand)
- Chelsea Grin (Artery Recordings)
- Close to Home (Artery Recordings)
- Dead Silence Hides My Cries (Artery Recordings)
- Deaf Havana
- Death Of An Era (Artery Recordings)
- Dee Snider
- Kevin Devine
- Emerson, Lake and Palmer (USA und Kanada)
- Finch
- Foreigner
- For Today
- Hatebreed
- Hearts & Hands (Artery Recordings)
- Horseneck (Artery Recordings)
- HIM
- Hit the Lights
- I Am War
- I Declare War (Artery Recordings)
- In Dying Arms (Artery Recordings)
- Incredible’ Me (Artery Recordings)
- INVSN
- Joe Jackson
- The Jingle Punks Hipster Orchestra
- Angélique Kidjo
- Kidz Bop Kids
- Ladysmith Black Mambazo
- Michael Londra
- Madina Lake
- Man Made Machine
- Andy McKee
- Jon McLaughlin
- Myka, Relocate (Artery Recordings)
- Nonpoint
- Norma Jean
- Ocean Is Theory
- P.O.D.
- Protest the Hero
- The Pretty Reckless
- The Ready Set
- Saves the Day
- Neil Sedaka
- The Seeking
- Shadows Fall
- Shoot the Girl First (Artery Recordings)
- Sirens & Sailors
- Dave Stewart
- Such Gold
- Kelly Sweet
- The Sword
- Sworn In
- Sylar
- Kyng
- Suzanne Vega
- The Wiggles
- BeBe Winans
- Dar Williams
- Yellowcard
- Zappa Plays Zappa

### Ehemalig
- 40 Below Summer
- Mathias Anderle
- Laurie Berkner
- Gary U.S. Bonds
- The Bongos
- A Bullet for Pretty Boy (Artery Recordings)
- Bury Tomorrow (Artery Recordings)
- Casino Madrid (Artery Recordings)
- Alex Chilton
- The Clarks
- Simon Collins
- The Crimson Armada (Artery Recordings)
- The Dan Band
- Danko Jones
- Day of Fire
- Dead Confederate
- Defiler
- Devin The Dude
- EndeverafteR
- For the Fallen Dreams (Artery Recordings)
- Selena Gomez
- The Graduate
- Joe Grushecky
- Steve Hofstetter
- Ivory Joe Hunter
- Donnie Iris
- Just Surrender
- Don Johnson
- Cledus T. Judd
- John Lithgow
- Little Steven
- Love Tractor
- The Nields
- Willie Nile
- Prince Paul
- Semi Precious Weapons
- Seven Nations
- Ryan Shaw
- Jules Shear
- Corey Smith
- Sonia Dada
- Al Stewart and Shot in the Dark
- The Summer Set
- Tina Sugandh
- Vanna (Artery Recordings)
- Cesar Velazquez
- Word

## Partner-Plattenfirmen
- Artery Recordings
- Prosthetic Records
- Sh-K-Boom Records
- The Militia Group
- Two Tomatoes Records
- Old Flame Records
- Undertone Records